# Loi sur le pétrole de 1955
La loi sur le pétrole de 1955 est la loi libyenne no 25 qui a autorisé à partir de 1955 l'attribution de terres à des prospecteurs individuels en vue de forages de puits de pétrole. Elle a suivi la loi sur les minéraux de 1953 qui a établi un système d'obtention des permis pour la prospection du pétrole, mais pas l'exploitation. Malgré les multiples changements de gouvernement et de cadre juridique depuis sa promulgation, elle est toujours en application en 2007. Elle est muette concernant l'exploitation du gaz naturel. Dans les années 2000, le gouvernement libyen a commencé à élaborer une nouvelle loi sur le pétrole.
La loi a institué une commission du pétrole chargée de l'attribution des concessions. Les premiers projets de loi stipulaient que les gouverneurs des provinces avaient le pouvoir de nommer les membres de la commission, et de prendre les décisions finales sur les concessions. Cependant ces dispositions ont disparu du texte définitif de la loi ; ce que l'historien Dirk Vandewalle décrit comme un rare exemple de la promotion de l'intérêt national au détriment de celui des provinces.
En vertu de la loi, un entrepreneur travaillant pour la National Oil Corporation est autorisé à importer, en Libye, de l'équipement en franchise de taxes à l'importation, mais cette disposition ne s'applique pas aux entrepreneurs qui travaillent pour les compagnies pétrolières privées, qui sont régies par le règlement des contrats administratifs de 2000. Des amendements à la loi apportés en 1961 et 1965 ont modifié le calcul des redevances. Les amendements de 1961, en particulier, ont stipulé que les compagnies pétrolières indépendantes payeraient nettement moins d'impôts que les grandes compagnies pétrolières.